# دیوید مک‌مورتی
دیوید مک‌مورتی (انگلیسی: David McMurtry؛ زادهٔ ۱۵ مارس ۱۹۴۰ ‏(۸۴ سال)) مخترع و کارآفرین اهل جمهوری ایرلند است، که در سال ۱۹۷۳ شرکت رنیشاو را تأسیس کرد.